# Las Bateas, Michoacán de Ocampo
Las Bateas är en ort i Mexiko.   Den ligger i kommunen Apatzingán och delstaten Michoacán de Ocampo, i den södra delen av landet, 400 km väster om huvudstaden Mexico City. Las Bateas ligger 222 meter över havet och antalet invånare är 227.
Terrängen runt Las Bateas är kuperad söderut, men norrut är den platt. Runt Las Bateas är det ganska tätbefolkat, med 72 invånare per kvadratkilometer. Närmaste större samhälle är Apatzingán, 17,3 km nordost om Las Bateas. I omgivningarna runt Las Bateas växer huvudsakligen savannskog.